# Вибір телевізійних критиків
Вибір телевізійних критиків (англ. The Critics’ Choice Television Award) — американська премія, яку створила і вручає Асоціація телевізійних журналістів. Премія була заснована в 2011 році, а перша церемонія вручення нагород відбулася 20 червня того ж року й транслювалася в прямому ефірі на каналі VH1.